# Mô hình Keynes
Mô hình Keynes thể hiện các ý tưởng trung tâm trong Lý thuyết chung về Việc làm, Lãi suất và Tiền tệ của Keynes. Nó lần đầu tiên xuất hiện như một phần trung tâm của lý thuyết kinh tế vĩ mô khi được Paul Samuelson giảng dạy trong sách giáo khoa Kinh tế: Phân tích giới thiệu của ông. Mô hình (chéo) Keynes thể hiện tổng thu nhập (là Y trên trục hoành) và tổng chi tiêu dự kiến hoặc tổng chi tiêu (được dán nhãn là AD trên trục tung).

Đồ thị Mô hình Keynes

## Tổng quan
Trong Mô hình Keynes, đường màu xanh dốc lên thể hiện tổng chi tiêu cho hàng hóa và dịch vụ của tất cả các hộ gia đình và doanh nghiệp, được tính thông qua một hàm số với biến số là thu nhập của họ. Đường 45 độ biểu thị đường Tổng Cung, thể hiện ý tưởng rằng, miễn là nền kinh tế đang hoạt động ở mức ít hơn mức toàn dụng lao động thì bất cứ thứ gì có cầu đều sẽ được cung cấp. Tổng chi tiêu và tổng thu nhập được đo bằng cách chia giá trị bằng tiền của tất cả hàng hóa được sản xuất trong nền kinh tế trong một năm nhất định chia cho chỉ số giá. Cấu trúc kết quả được gọi là Tổng sản phẩm quốc nội thực tế .
Tổng tất cả các khoản thu nhập kiếm được trong nền kinh tế trong một khoảng thời gian nhất định bằng với tổng của tất cả các khoản chi tiêu, một đẳng thức có được từ Mô hình dòng thu nhập tuần hoàn . Nhưng không phải tất cả các khoản chi tiêu đều được lên kế hoạch. Ví dụ: nếu một nhà máy ô tô sản xuất 1.000 ô tô nhưng không phải tất cả đều được bán thì số ô tô chưa bán được sẽ được coi là đầu tư hàng tồn kho trong tài khoản GDP. Thu nhập mà những người sản xuất ra những chiếc ô tô đó kiếm được là một phần của tổng thu nhập và giá trị của tất cả ô tô được sản xuất là một phần của tổng chi tiêu. Nhưng chỉ có giá trị của những chiếc xe được bán mới là một phần của tổng chi tiêu theo kế hoạch.
Trong biểu đồ, mức thu nhập và chi tiêu cân bằng được xác định khi đường tổng cầu cắt đường 45 độ. Tại thời điểm này không có sự tích lũy hàng tồn kho ngoài ý muốn. Điểm cân bằng được ký hiệu là Y ' . Theo các giả định về các yếu tố quyết định tổng chi tiêu, đường AD phẳng hơn đường 45 độ và mức thu nhập cân bằng Y ', là ổn định. Nếu thu nhập nhỏ hơn Y ', tổng chi tiêu vượt quá tổng thu nhập và các doanh nghiệp sẽ thấy rằng hàng tồn kho của họ đang giảm. Họ sẽ thuê thêm công nhân và thu nhập sẽ tăng lên gây ra sự dịch chuyển về phía Y ' . Ngược lại, nếu thu nhập lớn hơn Y ', tổng chi tiêu nhỏ hơn tổng thu nhập và các doanh nghiệp sẽ thấy rằng hàng tồn kho đang tăng lên. Họ sẽ sa thải công nhân và thu nhập sẽ giảm. Y ' là mức thu nhập duy nhất mà tại đó các doanh nghiệp không mong muốn thay đổi số lượng lao động mà họ tuyển dụng.
Tổng việc làm được xác định bởi nhu cầu lao động khi các công ty thuê hoặc sa thải công nhân để tuyển đủ lao động nhằm sản xuất hàng hóa được yêu cầu để đáp ứng tổng chi tiêu. Trong lý thuyết kinh tế Keynes, trạng thái cân bằng thường được giả định xảy ra khi có ít hơn mức toàn dụng lao động, một giả định được chứng minh bằng cách viện dẫn mối liên hệ thực nghiệm giữa việc làm và sản lượng được gọi là Định luật Okun. 
Tổng chi tiêu có thể được chia thành bốn phần thành phần. Chúng bao gồm chi tiêu tiêu dùng C, chi tiêu đầu tư theo kế hoạch I p, chi tiêu chính phủ cho hàng hóa và dịch vụ G và xuất khẩu trừ nhập khẩu, NX . Trong cách trình bày đơn giản nhất của lý thuyết Keynes, nền kinh tế được giả định là tự cung tự cấp (ngụ ý rằng NX = 0), và đầu tư theo kế hoạch là ngoại sinh và được quyết định bởi động lực của các nhà đầu tư. Tiêu dùng là một hàm affine của thu nhập, C = a + bY trong đó hệ số độ dốc b được gọi là Xu hướng tiêu dùng cận biên . Nếu bất kỳ thành phần nào của tổng cầu, a, Ip hoặc G tăng lên, với một mức thu nhập Y nhất định, đường tổng cầu sẽ dịch chuyển lên trên và giao điểm của đường AD với đường 45 độ sẽ dịch chuyển sang phải. Tương tự, nếu bất kỳ thành phần nào trong ba thành phần này giảm xuống, đường AD sẽ dịch chuyển xuống và giao điểm của đường AD với đường 45 độ sẽ dịch chuyển sang trái. Trong cuốn Lý thuyết tổng quát, Keynes giải thích Cuộc Đại suy thoái là sự dịch chuyển xuống dưới của đường AD do mất niềm tin kinh doanh và sụp đổ trong kế hoạch đầu tư. 

## Quá trình hình thành
Mô hình của Keynes là sự đơn giản hóa các ý tưởng có trong bốn chương đầu tiên của Lý thuyết tổng quát . Nó khác ở một số điểm đáng kể so với công thức ban đầu. Trong công thức ban đầu, Keynes đã hình dung ra một cặp hàm mà ông gọi là hàm tổng cầu và hàm tổng cung. Nhưng không giống như công thức trong sách giáo khoa của Samuelson, đây không phải là mối quan hệ giữa tổng chi tiêu thực và tổng thu nhập thực. Chúng được dự tính là mối quan hệ kết nối GDP và khối lượng việc làm. Keynes đã dành hẳn một chương trong cuốn Lý thuyết tổng quát, chương 4, để nói về việc lựa chọn đơn vị. Trong cuốn sách, ông chỉ sử dụng hai đơn vị: đơn vị tiền và giờ lao động. GDP có thể được đo lường rõ ràng bằng các đơn vị tiền tệ như đô la hoặc euro, nhưng chúng ta không thể cộng hàng tấn thép với kg cam. Keynes thừa nhận rằng lao động không đồng nhất, nhưng ông đề xuất giải quyết vấn đề đó bằng cách lập luận rằng nếu một bác sĩ phẫu thuật não được trả lương cao gấp mười lần so với một người thu gom rác thì bác sĩ phẫu thuật não đó đang cung cấp số "đơn vị lao động hiệu quả" gấp mười lần. Cách xây dựng này dẫn đến một công thức đo lường GDP khác có thể được xây dựng bằng cách chia giá trị đồng đô la của tất cả hàng hóa và dịch vụ được sản xuất trong một năm nhất định cho thước đo tiền lương. 
Ban đầu của kinh tế học Keynes trong cuốn Lý thuyết tổng quát, Keynes đã từ bỏ khái niệm cổ điển rằng cung và cầu lao động luôn bằng nhau và thay vào đó, ông chỉ đơn giản loại bỏ đường cung lao động khỏi phân tích của mình.  Sự thất bại của Keynes trong việc cung cấp một nền tảng vi mô thay thế cho lý thuyết của ông đã dẫn đến sự bất đồng về nền tảng của Kinh tế học Keynes.

## Các giả định
Mô hình Keynes tạo ra trạng thái cân bằng căn cứ theo một số giả định. Đầu tiên, đường AD (màu xanh) dốc lên. Đường AD được giả định là dốc lên vì sự gia tăng sản lượng quốc gia sẽ dẫn đến sự gia tăng thu nhập khả dụng và do đó làm tăng tiêu dùng, tạo nên một phần của tổng cầu.  Thứ hai, đường AD được giả định là có khởi điểm trục tung lớn hơn 0. Đường AD phải có khởi điểm dương để cắt đường 45 độ AD=Y. Nếu các đường không cắt nhau thì không có trạng thái cân bằng và không thể xác định được sản lượng cân bằng. Đường AD sẽ có khởi điểm dương miễn là luôn có nhu cầu nhất định - từ Chi tiêu của người tiêu dùng, đầu tư, xuất khẩu ròng hoặc chi tiêu của chính phủ - ngay cả khi không có sản lượng quốc gia.  Độ dốc của đường AD dốc hơn khi giá trị số nhân cao hơn. 